# Schlacht am Volturno
Am Volturno, einem Fluss, der nördlich von Neapel ins Mittelmeer mündet, schlug Giuseppe Garibaldi mit seinen Freischaren („Rothemden“) am 1. Oktober 1860 das Heer des Königreichs beider Sizilien.

## Hintergrund
Nach dem Sieg der vereinten Truppen Frankreichs und Sardiniens in der Schlacht von Solferino („Sardinischer Krieg“, 1859) organisierte Garibaldi eine Invasion Siziliens und Süditaliens, um die dort herrschenden Bourbonen zu vertreiben und ganz Italien zu einen. Diese als „Zug der Tausend“ bezeichnete Invasion Siziliens begann am 11. Mai 1860 mit der Landung im westsizilianischen Marsala. Mit den Schlachten bei Calatafimi, Palermo und Milazzo brachte er zunächst Sizilien unter seine Kontrolle und setzte am 8. August dann aufs Festland über, wo er zunächst auf keinen weiteren nennenswerten bourbonischen Widerstand stieß und Anfang September feierlich in Neapel einzog. Seine ursprünglich 1.000 Freiwilligen waren inzwischen auf 24.000 angewachsen, darunter waren auch sardinische Soldaten in Zivil und neapolitanische Überläufer. Der König von Neapel hatte sich in der weiter nördlich gelegenen Festung von Gaeta verschanzt und plante dort eine Entscheidungsschlacht gegen Garibaldi und seine „Rothemden“.

## Verlauf der Schlacht
Die 41.000 neapolitanischen Soldaten unter Führung des greisen Marschall Ritucci traten am 1. Oktober auf der Volturno-Linie, zwischen Maddaloni und Santa Maria Capua Vetere zum Angriff an. Den etwa 25.000 Soldaten der ersten Linie (Neapolitaner, Schweizer und Bayern) standen etwa 24.000 „Rothemden“ gegenüber, die vom energischen neapolitanischen Angriff zunächst überrascht wurden und die Schlacht schon in dieser ersten Phase zu verlieren schienen. 
Garibaldis Anwesenheit in der ersten Linie brachte etwas Ruhe in die Reihen seiner Truppen, die dann dem neapolitanischen Angriff standhielten. Die beiden Seiten lieferten sich den ganzen Tag über schwere Gefechte, der Ausgang der Schlacht blieb bis zuletzt unsicher. Erst kurz vor Sonnenuntergang veranlasste ein entschlossener Gegenstoß der „Rothemden“ unter General Ninio Bixio die Neapolitaner zum Rückzug. Von den 24.000 „Rothemden“ Garibaldis fanden an diesem 1. Oktober 1600 Soldaten den Tod oder wurden verwundet.

## Weiterer Verlauf
Der sardinische Premierminister Cavour, ein liberal-konservativer Politiker, der Garibaldis Revolutionsgeist zu zügeln suchte, entsandte weitere sardinische Truppen nach Süden, um die von Garibaldi eroberten Gebiete der Krone des Hauses Savoyen zu sichern. Wegen Garibaldis Erfolgen in Süditalien  fürchtete er eine unkontrollierbare Stärkung des linken, revolutionären und republikanischen Flügels der italienischen Einigungsbewegung. Darüber hinaus wollte man einem Vormarsch Garibaldis auf den Kirchenstaat bzw. auf Rom zuvorkommen, der u. U. eine internationale Intervention zum Schutz des Papstes ausgelöst hätte. Zwangsläufig musste auch die sardinische Armee bei ihrem Marsch nach Süden durch päpstliches Territorium. Dabei schlugen sie in der Schlacht von Castelfidardo die vom französischen General Larmoricière geführten päpstlichen Truppen und besetzten weite Teile des Kirchenstaates (nicht Latium und Rom, das erst am 20. September 1870 Italien einverleibt wurde). Am 26. Oktober 1860 kam es bei Teano (Neapel) zum Treffen zwischen Garibaldi und dem König von Sardinien, Viktor Emanuel II. Garibaldi grüßte Viktor Emanuel als „König von Italien“ und übergab ihm das Königreich beider Sizilien, das umgehend dem Königreich Sardinien angeschlossen wurde. Der sich in der Festung Gaeta verschanzte König Franz II., entsagte des Thrones und kapitulierte am 13. Februar 1861 auf freien Abzug  vor der piemontischen Armee unter General Enrico Cialdini. Damit war der so genannte „Zweite Italienische Unabhängigkeitskrieg“ und der wichtigste Abschnitt des italienischen „Risorgimento“ abgeschlossen.

## Folgen
Die politischen, sozialen und wirtschaftlichen Folgen der Angliederung Süditaliens an das Königreich Sardinien werden unter anderem im Artikel „Schlacht von Calatafimi“ beschrieben.